# Valentine Efner
Valentine Efner (* 5. Mai 1776 in Blenheim Hill, Provinz New York; † 20. November 1865 ebenda) war ein US-amerikanischer Politiker. Zwischen 1835 und 1837 vertrat er den Bundesstaat New York im US-Repräsentantenhaus.

## Werdegang
Valentine Efner wurde während des Unabhängigkeitskrieges in Blenheim Hill bei Blenheim geboren. Er schloss seine Vorstudien ab. Danach war er in der Landwirtschaft tätig. Während des Britisch-Amerikanischen Krieges diente er als Major. 1829 saß er in der New York State Assembly. Politisch gehörte er der Jacksonian-Fraktion an. 
Bei den Kongresswahlen des Jahres 1834 für den 24. Kongress wurde Efner im achten Wahlbezirk von New York in das US-Repräsentantenhaus in Washington, D.C. gewählt, wo er am 4. März 1835 die Nachfolge von John Adams und Aaron Vanderpoel antrat, welche zuvor zusammen den achten Distrikt von New York im US-Repräsentantenhaus vertreten hatten. Er schied nach dem 3. März 1837 aus dem Kongress aus.
Nach seiner Kongresszeit war er wieder in der Landwirtschaft tätig. Er starb am 20. November 1865 in Blenheim Hill und wurde auf dem gleichnamigen Friedhof beigesetzt. Zu diesem Zeitpunkt war der Bürgerkrieg ungefähr vier Monate zu Ende.